# Slagman

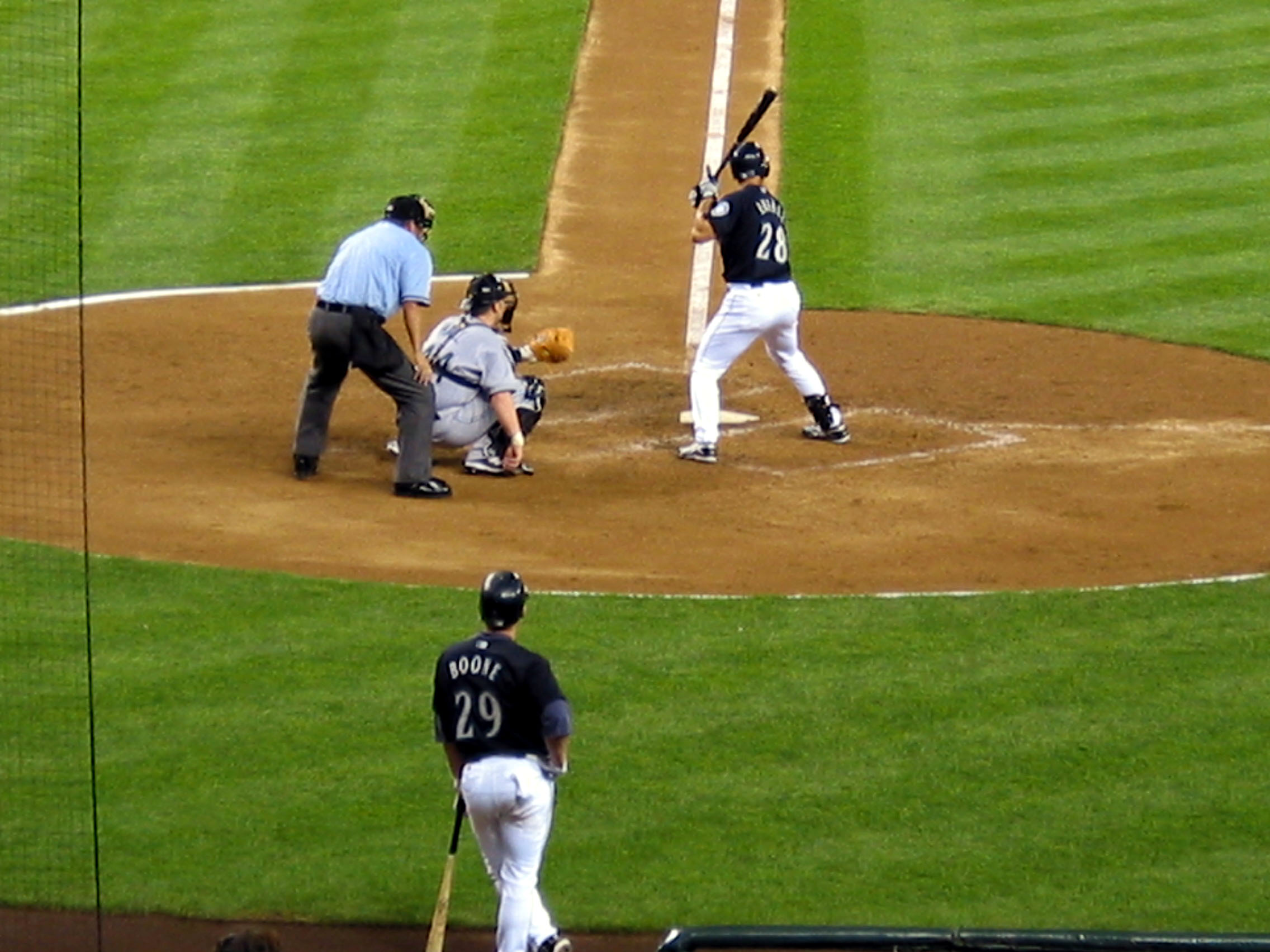
En slagman i baseboll stående i cirkelns mitt med ett slagträ, redo att träffa bollen som kastas av pitchern.

Slagman (engelska: batter eller hitter) är den spelare i baseboll, softboll, cricket, boboll med flera sporter som har till uppgift att träffa bollen, som kastas av motståndarlagets pitcher, och därefter springa till första bas eller längre.
Begreppet slagman används även i brännboll, men då används ingen pitcher utan slagmannen kastar eller studsar själv upp bollen före tillslag.